# Paul Taylor (Musiker)

Paul Taylor

Paul Taylor (* 19. Februar 1958 in Adelaide), genannt auch Walking Stick, ist ein australischer Erzähler, Didgeridoo-Spieler und Musiker.
Paul Taylor vereinigt die Geschichten und Musik der Aborigine Ureinwohner und des europäischen Australiens.
Er stammt aus Adelaide in Südaustralien und hat sein Studium an der University of South Australia 1980 mit dem Bachelor of Arts in Sozialarbeit abgeschlossen.
Sein Interesse an der Aborigine Kultur seines eigenen Landes wurde Anfang der 1980er Jahre geboren als er als Sozialarbeiter unter den Aborigine Ureinwohnern im Outback in Australiens Northern Territory tätig war. Das war auch die Zeit, zu der er in die Tradition des australischen Geschichtenerzählens und Didgeridoo Spielens eingeführt wurde.
Paul wird von Yidunduma Bill Harney unterstützt, der der Bewahrer der Wardaman Kultur in Australiens Northern Territory ist. Paul wurde mit dem Wardaman Namen Jalala geehrt.
Mitte der 1980er Jahre absolvierte er eine Schauspielausbildung an der Royal Academy of Dramatic Art in London, Großbritannien. Er arbeitete professionell als Schauspieler und Clown und trat einem Zirkus bei. Seine Auftritte fanden in England, Schottland und Wales statt. Nach seiner Rückkehr in seine Heimat Australien arbeitete er für das „Adelaide Festival of Arts“ und in Regionaltheatern rund um Australien.
1986 lernte Paul Bobby Bridger kennen, als er ihm als Tourguide in Südaustralien half. Bobby lud später Paul nach Amerika ein. Dort bekam Paul auch seinen Beinamen „Walking Stick“, als er mit Bobby Bridger in die Riege der „Mountain Man“ aufgenommen wurde. In Amerika wurde seine Arbeit vom „state Arts Councils of Texas“, Wyoming, Utah, North Dakota, und South Dakota ausgezeichnet und ihm wurde der Titel außerordentlicher Professor an der University of Wyoming, College of Education verliehen.
Er trat unter anderem beim New Orleans Jazz Festival, Kerrville Folk Festival, Clearwater Revival Folk Festival, National Geographic, Festivale Internationale de Louisiane, Wyoming Symphony Orchestra auf und begeisterte mehr als 200.000 Amerikanische Kinder.
Für Paul Taylor bedeuten seine Auftritte mit traditioneller Australischer Kunst mehr als nur Unterhaltung – es ist eine Dokumentation einer der am schnellsten verschwindenden Kulturen unserer Welt.

## Diskografie
- Matilda & the Dreamtime, 1991
- Doo Bee Doo, 1995
- Walkabout, 2000
- Cooee, 2004 gemeinsam mit Don Spencer (hat bereits sechs australische Preise gewonnen)